# Milo Yiannopoulos
Milo Yiannopoulos (18 d'octubre de 1984) és un periodista, escriptor, orador i editor del mitjà Breitbart News. Si bé va néixer a Grècia, està establert al Regne Unit des de petit.
Controvertida figura dels mitjans, Yiannopoulos va saltar a la fama l'any 2014, quan va criticar moviments com la tercera ona del feminisme, l'islam o la correcció política, entre d'altres, sent fins i tot expulsat permanentment de la xarxa social Twitter pels seus comentaris emesos. Yiannopoulos és reconegut com un representant de la denominada «dreta alternativa» angloparlant, i es declara com un seguidor del president Donald Trump i del liberalisme llibertari.